# Stade KSU
Le stade de l'Université King Saud (en arabe : استاد جامعة الملك سعود (ʿIstad Jāmiʿa al-Malik Saʿūd)), également connu sous le nom de Mrsool Park pour des raisons de naming, est un stade de football situé à Riyad, en Arabie saoudite. 
En septembre 2020, Saudi Media Company obtient les droits de gestion pour l'exploitation du stade. Un mois plus tard, SMC signe un accord avec Al Nassr FC pour que le Mrsool Park devienne son stade.

## Histoire
Les travaux de construction commencent au printemps 2011 et l'ouverture a lieu en mai 2015[réf. nécessaire]. Hashem Contracting Company livre le stade conformément aux spécifications (et aux règles de la FIFA pour les matchs internationaux de football) dans le cadre d'un budget de 215 millions de riyals (soit 53 millions d'euros). Le stade peut sembler terreux ou doré selon la lumière du soleil en raison de sa structure métallique. Le stade connait une rénovation à la fin de 2020 pour créer des commerces. En novembre 2020, le stade est l'objet d'une opération de naming, devenant Mrsool Park, d'après la société de livraison Mrsool. 
En 2021, le stade accueille la Coupe Maradona entre Boca Juniors et le FC Barcelone en l'honneur de Diego Maradona, décédé l'année précédente.

## Événements
- Crown Jewel (2018)
- Supercoupe d'Italie de football 2019
- Crown Jewel (2022)
- Supercoupe d'Espagne de football 2023-2024
- Supercoupe d'Italie de football 2023
- Supercoupe d'Italie de football 2024
- Coupe d'Asie des nations de football 2027